# Aldo Moser
Pour les articles homonymes, voir Moser.
 Aldo Moser  (né le 7 février 1934 à Giovo, dans la province autonome de Trente dans le Trentin-Haut-Adige et mort le 2 décembre 2020 à Trente (Italie)) est un coureur cycliste italien, dont la carrière, commencée milieu des années 1950 s'achève au début des années 1970.

## Biographie

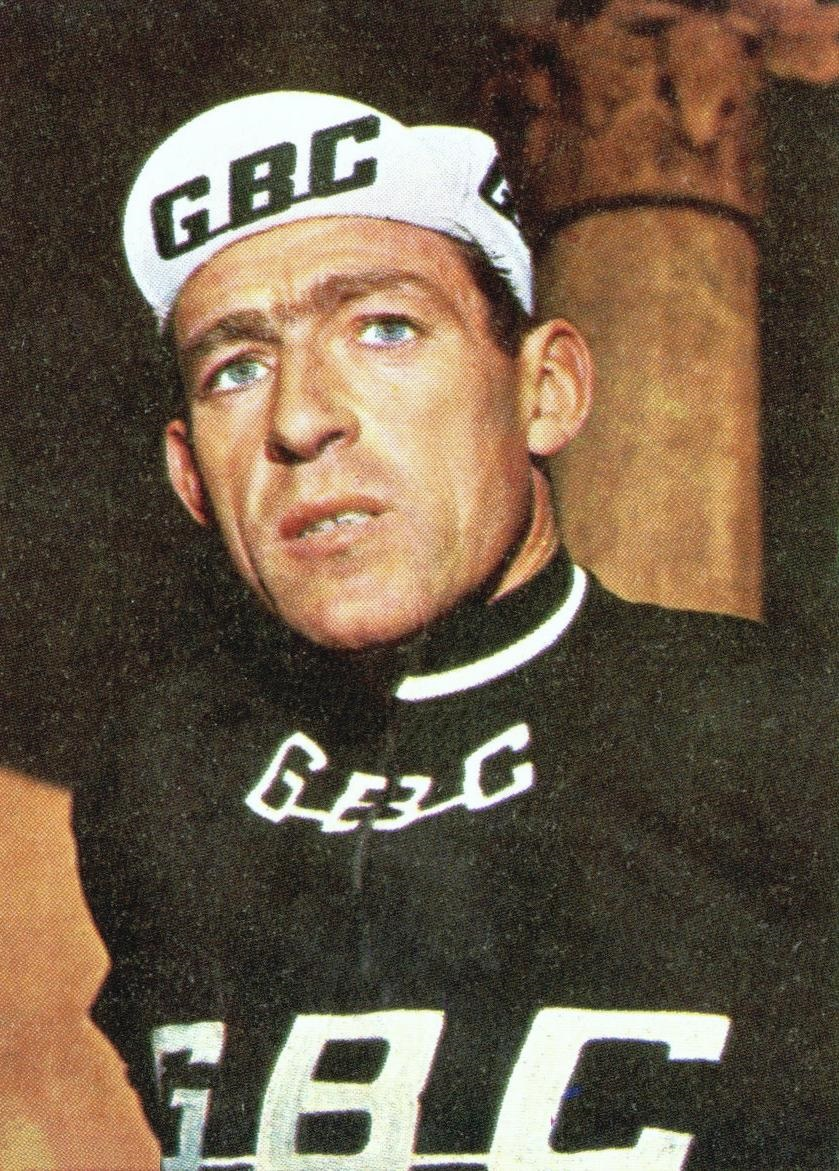
Aldo Moser en 1971.

Aldo Moser passe professionnel en octobre 1954 et le reste jusqu'en 1973. Membre de diverses équipes au cours de sa carrière (Torpado, Faema, SanPellegrino, Vittadello, G.B.C, Filotex), il est le frère aîné d'Enzo, Diego et Francesco Moser, et l'oncle de Leonardo, Moreno et Ignazio, tous coureurs cyclistes.

## Palmarès

### Palmarès amateur
- 1953
  - Trento-Monte Bondone
  - Tour de Lombardie amateurs
- 1954
  - Bologna-Passo della Raticosa
  - Coppa Varignana
  - 2e de Paris-Bligny-Reims
  - 3e de l'Astico-Brenta

### Palmarès professionnel
- 1954
  - Coppa Agostoni
  - 7e du Tour de Lombardie
- 1955
  - 3ea étape de Rome-Naples-Rome
  - 6e étape du Tour d'Italie (contre-la-montre par équipes)
  - Grand Prix de l'industrie et du commerce de Prato
  - 2e de Milan-Turin
  - 2e des Trois vallées varésines
  - 2e du Grand Prix de Lugano
  - 3e du Tour des Apennins
  - 6e du Tour d'Italie
- 1956
  - 5e du Tour d'Italie
- 1957
  - 2e étape de Rome-Naples-Rome
  - 2e du Tour de la province de Reggio de Calabre
  - 2e du Grand Prix de Lugano
  - 3e de Rome-Naples-Rome
  - 3e du Grand Prix Martini
  - 3e du Grand Prix des Nations
  - 3e du Trophée Baracchi (avec Oreste Magni)
- 1958
  - Trophée Baracchi (avec Ercole Baldini)
  - 2e du Tour du Tessin
  - 2e des Trois vallées varésines
  - 2e du Trophée Matteotti
  - 2e du Grand Prix de l'industrie et du commerce de Prato
  - 3e du championnat d'Italie sur route
  - 3e du Grand Prix Martini
  - 10e de Milan-San Remo
  - 10e du Tour d'Italie
- 1959
  - Grand Prix des Nations
  - Trophée Baracchi (avec Ercole Baldini)
  - 2e du Tour de Sardaigne
  - 2e du Tour du Piémont
  - 3e du Grand Prix Martini
- 1960
  - Manche-Océan
  - 2e du Trophée Baracchi (avec Ercole Baldini)
- 1961
  - 2e de Manche-Océan
  - 3e du Grand Prix des Nations
  - 9e du Tour de LOmbardie
- 1962
  - 3e du Tour de Suisse
  - 3e du Trophée Baracchi (avec Giuseppe Fezzardi)
- 1963
  - Coppa Bernocchi
  - 8e du Tour de Lombardie
- 1964
  - 3e du Tour de Toscane
- 1966
  - Tour des trois provinces
  - 10e du Tour de Suisse
- 1968
  - 2e du Grand Prix Tarquinia
  - 2e du Tour des Marches
- 1969
  - 2e du Tour du Latium
  - 2e du Grand Prix Valsassina
  - 7e du Tour d'Italie

## Résultats sur les grands tours

### Tour d'Italie
16 participations
- 1955 : 6e, vainqueur de la 6e étape (contre-la-montre par équipes)
- 1956 : 5e
- 1957 : 12e
- 1958 : 10e,  maillot rose pendant un jour
- 1959 : abandon
- 1960 : abandon (3e étape)
- 1961 : 36e
- 1962 : 18e
- 1964 : 15e
- 1965 : 22e
- 1967 : 16e
- 1969 : 7e
- 1970 : 19e
- 1971 : 17e,  maillot rose pendant un jour
- 1972 : abandon
- 1973 : 57e

### Tour d'Espagne
5 participations
- 1960 : abandon (14e étape)
- 1963 : non-partant (13e étape)
- 1966 : 18e
- 1967 : 25e
- 1972 : 39e